# Giuseppe Guerrini (naturalista)
Giuseppe Guerrini (Grosseto, dicembre 1924 – Grosseto, 31 luglio 2006) è stato un naturalista e storico italiano.

## Biografia
Nato nel dicembre 1924 nella fattoria La Trappola, presso Grosseto, dove il padre era amministratore, Giuseppe Guerrini frequentò la scuola elementare e il liceo-ginnasio "Carducci-Ricasoli" a Grosseto, dove conseguì la maturità classica nel 1942. Iscrittosi alla facoltà di chimica dell'Università di Pisa, conseguì la laurea solo nel 1948, dopo la guerra, che lo aveva trovato allievo ufficiale dell'Accademia navale sfollata alle isole Brioni. Dal 1948 al 1973 ha insegnato materie scientifiche in vari istituti di Grosseto e provincia; successivamente, vinto il concorso per preside negli istituti tecnici, ha ricoperto questa carica fino alla pensione.
Oltre all'attività di operatore nella scuola, Guerrini ha ricoperto incarichi culturali e scientifici come presidente della sezione grossetana di "Italia Nostra" e presidente del Rotary Club di Grosseto. Ha fatto parte della Commissione edilizia del Comune di Grosseto, del Comitato provinciale della caccia e del Comitato scientifico del Parco naturale della Maremma, istituzione di cui fu fondamentale promotore per il riconoscimento di Parco Regionale. Nel 1960 con Aldo Mazzolai, Aladino Vitali e Vittorio Petroni ricostituì la "Società storica maremmana" e il suo «Bollettino», della quale è stato direttore. Nel 1965 partecipò alla stesura dell'enciclopedia Tuttitalia edita da Sansoni, per la sezione maremmana, insieme a Luciano Bianciardi, Mario Pinna, Ildebrando Imberciadori, Clelia Laviosa, Enzo Carli e Aldo Mazzolai.
Negli anni sessanta fondò la "Società naturalistica-speleologica maremmana", con la quale nel 1967 realizzò un allestimento provvisorio che suscitò un grande interesse e che portò l'amministrazione comunale a ponderare la creazione di un museo di storia naturale. Nel 1971 venne così inaugurato il Museo civico di storia naturale di Grosseto, di cui Guerrini fu fondatore e direttore fino al 1997. Nel 1983 fondò la rivista scientifica «Atti del Museo civico di storia naturale di Grosseto» – poi «Atti del Museo di storia naturale della Maremma» – di cui fu direttore fino al 1999.
Morì a Grosseto il 31 luglio 2006.

## Opere (parziale)

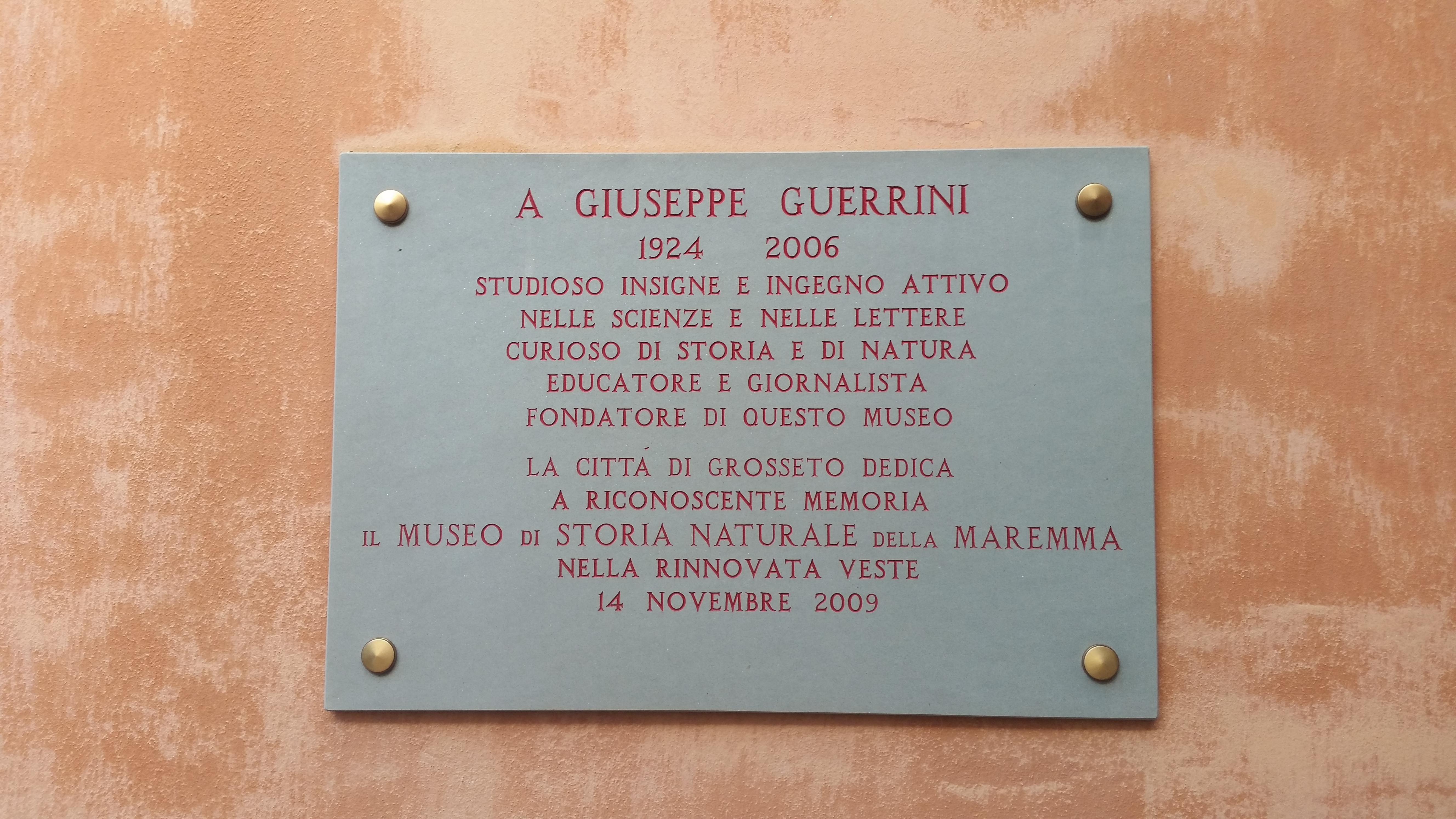
Targa in memoria di Giuseppe Guerrini all'ingresso del Museo di storia naturale della Maremma

Guerrini ha pubblicato numerose opere di letteratura, di carattere scientifico e di storia locale:
- Aspetti naturali del grossetano (1958)
- I Boifaghi, racconto (1960)
- La Maremma e i suoi comuni (1963)
- La Maremma grossetana. Manuale storico-geografico (1964)
- Geografia generale ed economica, 5 voll., Mursia (1970)
- Andare per grotte; Il cacciatore d'oggi (1972)
- Argentario e Maremma (1975)
- San Rocco, racconto (1978)
- Il Parco della Maremma (1981)
- Guida-catalogo del Museo civico di storia naturale di Grosseto (1984)
- Almanacco maremmano, in collaborazione con Roberto Ferretti e l'archivio delle tradizioni popolari (1985)
- Grosseto, città-natura (1985)
- Le grotte del Parco della Maremma (1986)
- Acque termali e terme in provincia di Grosseto, in collaborazione con il gruppo dermatologico dell'ospedale di Grosseto (1988)
- Annuario della Maremma, co-autore (1988)
- Da San Rocco a Marina di Grosseto (1989)
- Il Parco della Maremma, storia e natura, con Zeffiro Ciuffoletti (1989)
- La Maremma grossetana tra il '700 e il '900. Trasformazioni economiche e mutamenti sociali, co-autore (1989)
- Torri e castelli della provincia di Grosseto (1990, ristampa 1999)
- Monte Argentario, Giglio, Elba e Costa maremmana (1991)
- La Maremma nella letteratura italiana, '800-'900, con Aldo Busatti (1992)
- La natura della Maremma (1992)

Di particolare rilievo sono i due volumi sull'epigrafia grossetana Parole su pietra e altri due volumi curati da Guerrini, Fattorie e paesaggio agrario nel grossetano nel primo '900 (1994) e Chiese e luoghi di culto nella Diocesi di Grosseto, dalle origini ai nostri giorni (1996). Fra le pubblicazioni curate da Guerrini vi sono anche sei Annuari d'Istituto (ITC di Grosseto e di Follonica), nei quali si dà grande spazio alla storia locale e gli «Atti del Museo di storia naturale», fondati nel 1983. Diversi i lavori episodici e le collaborazioni a quotidiani, periodici (locali e non), enciclopedie.
Dal 1957, anno della costituzione, al 1998 è stato vice-presidente dell'Associazione pro loco di Grosseto, curando per la stessa diverse pubblicazioni, fra cui Mostra degli ambienti naturali della Maremma (1967), Faccendi e la sua opera (1971), Un quarto di secolo di storia grossetana (1982), La città nel decennio 1982-1992 (1992), Il centenario della fine dell'estatatura, nel 40° della Pro loco (1997).

## Riconoscimenti
Fra i molti riconoscimenti attribuiti a Guerrini ricordiamo il Grifone d'oro (1988), massima onorificenza del comune di Grosseto, e l'onorificenza di Ufficiale Ordine al merito della Repubblica italiana.